# (12152) Aratos
(12152) Aratos, désignation internationale (12152) Aratus, est un astéroïde de la ceinture principale.

## Description
(12152) Aratos est un astéroïde de la ceinture principale. Il fut découvert par Cornelis Johannes van Houten, Ingrid van Houten-Groeneveld et Tom Gehrels le 25 mars 1971 à l'observatoire Palomar. Il présente une orbite caractérisée par un demi-grand axe de 2,23 UA, une excentricité de 0,019 et une inclinaison de 1,76° par rapport à l'écliptique.
Il fut nommé en hommage au poète grec Aratos de Soles (315/310-235 av. J.-C.).

## Compléments